# Cyphon jelineki
Cyphon jelineki is een keversoort uit de familie moerasweekschilden (Scirtidae). De wetenschappelijke naam van de soort werd in 1969 gepubliceerd door Bernard Klausnitzer.